# Нощта на шампионите (2015)
Нощта на шампионите (2015) е кеч турнир, продуциран от WWE. Проведен е на 20 септември 2015 в Toyota Center в Хюстън, Тексас. Шоуто е девето подред в хронологията на Нощта на шампионите. Това е вторият турнир Нощта на шампионите в Хюстън след Отмъщение: Нощта на шампионите през 2007.
Осем мача са проведени по време на турнира, един от които е преди шоуто. В главния мач Сет Ролинс защитава световната титла в тежка категория на Федерацията срещу Стинг (кечист).

## Заден план
Нощта на шампионите включва кеч мачове с участието на различни борци от вече съществуващи сценични вражди и сюжетни линии, които разиграват в Първична сила и Разбиване. Борците са добри или лоши, тъй като те следват поредица от събития, които са изградили напрежение и кулминират в мач или серия от мачове.

## Излъчване
Коментатори са Майкъл Кол, Джери Лоуър и Джон „Брадшоу“ Лейфилд, а испански и германски коментатори са край ринга, излъчващи на живо. Лилиян Гарсиа и Еден Стайлс са говорителките на ринга. Обсъждащите в Предварителното шоу са Рене Йънг, Букър Ти, Байрън Сакстън и Кори Грейвс, излъчвайки извън ринга, докато ДжоДжо и Том Филипс са кореспонденти на социалната мрежа.

## Резултати
| #                                                                            | Резултати | Правила                                                  | Време |
| 1P                                                                           | Звезден прах и Възнесение (Конър и Виктор) побеждават Невил и Луча Драконите (Калисто и Син Кара)                           | Отборен мач с 6 души                                     | 09:44 |
| 2                                                                            | Кевин Оуенс побеждава Райбак (ш)                                                                                            | Сингъл мач за Интерконтиненталната Титла                 | 09:32 |
| 3                                                                            | Долф Зиглър побеждава Русев (със Съмър Рей)                                                                                 | Сингъл мач                                               | 13:47 |
| 4                                                                            | Дъдли Бойс (Бъба Рей Дъдли и Дивон Дъдли) побеждават Нов Ден (Големият И и Кофи Кингстън) (с Ксейвиър Уудс) (ш)             | Отборен мач за отборните титли на Федерацията            | 09:57 |
| 5                                                                            | Шарлът (с Пейдж и Беки Линч) побеждава Ники Бела (Бри Бела и Алиша Фокс)                                                    | Сингъл мач за Титлата при Дивите                         | 12:41 |
| 6                                                                            | Семейство Уаят (Брей Уаят, Люк Харпър и Броун Строуман) побеждават Роумън Рейнс, Дийн Амброус и Крис Джерико след предаване | Отборен мач с 6 души                                     | 13:04 |
| 7                                                                            | Джон Сина побеждава Сет Ролинс (ш)                                                                                          | Мач за Титлата на Съединените щати                       | 16:01 |
| 8                                                                            | Сет Ролинс (ш) побеждава Стинг                                                                                              | Мач за световната титла в тежка категория на Федерацията | 14:56 |
| (ш) – указва шампиона/шампионите в мача; P – показва, че мачът е преди шоуто | |                                                          |       |